# Globke-Prozess

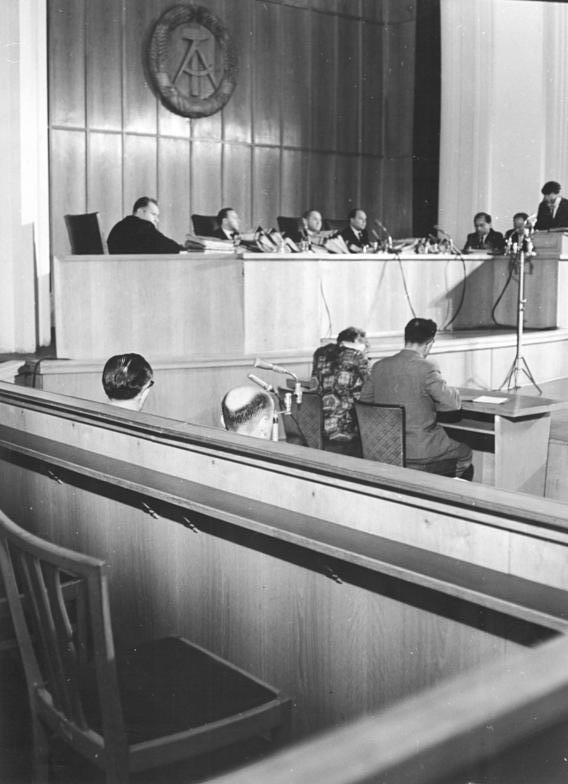
Oberstes Gericht der DDR mit Generalstaatsanwalt Josef Streit (ganz rechts) beim Verlesen der Anklageschrift (8. Juli 1963)

Als Globke-Prozess wird das Strafverfahren gegen den Chef des Bundeskanzleramts Hans Globke bezeichnet, das im Juli 1963 vor dem Obersten Gericht der DDR stattfand. Nach einem zweiwöchigen Prozess wurde Globke am 23. Juli 1963 in Abwesenheit wegen seiner Beteiligung an der antisemitischen Gesetzgebung des NS-Regimes als Ministerialrat im Reichsinnenministerium und Kommentator der Nürnberger Rassegesetze zu einer lebenslangen Zuchthausstrafe verurteilt.

## Globkes Rolle im Nationalsozialismus
Globke war promovierter Jurist und während der gesamten NS-Herrschaft im Reichsinnenministerium maßgeblich mit der Namens- und Rassengesetzgebung, dem Personenstands- und dem Staatsangehörigkeitsrecht befasst.
Im Kommentar zu den Nürnberger Gesetzen und den dazu unter seiner Beteiligung erarbeiteten Durchführungsverordnungen hatte er gesetzlich definiert, wer als Jude anzusehen, als solcher zu kennzeichnen und damit der Verfolgung etwa durch das Eichmann-Referat ausgesetzt war. So dienten insbesondere das Reichsbürgergesetz, die dazu erlassene Erste Verordnung vom 14. November 1935 sowie die 11. Verordnung zum Reichsbürgergesetz vom 25. November 1941 als formalrechtliche Grundlage für die systematische Ausgrenzung der jüdischen Bevölkerung aus dem sogenannten Volkskörper, bis auf der Wannseekonferenz im Januar 1942 die Ermordung aller Juden im Machtbereich des nationalsozialistischen Staates koordiniert wurde.
Er war auch am Zustandekommen weiterer Gesetze beteiligt wie des Gesetzes zum Schutz des deutschen Blutes und der deutschen Ehre vom 15. September 1935, des Gesetzes zum Schutz der Erbgesundheit des deutschen Volkes vom 18. Oktober 1935, des Personenstandsgesetzes vom 3. November 1937 sowie am Gesetz über die Änderung der Familiennamen und Vornamen vom 5. Januar 1938. Nach der Zweiten Durchführungsverordnung zu diesem Gesetz vom 17. August 1938 mussten männliche Juden zusätzlich den weiteren Vornamen Israel, weibliche den weiteren Vornamen Sara annehmen.
Globke hatte zudem in seiner Eigenschaft als höherer Verwaltungsbeamter in diversen Einzelfallentscheidungen zu Eheschließungen, Beschäftigungsverhältnissen oder Adoptionen zwischen „Reichsbürgern“ und „Juden“ auf enger Auslegung der Nürnberger Gesetze bestanden und damit auch in den annektierten Gebieten Osteuropas zur „Germanisierung“ beigetragen.

## Nachkriegskarriere
1945/1946 befand sich Globke im alliierten Internierungslager Hessisch Lichtenau. Er wurde auf eine Kriegsverbrecherliste gesetzt und von der amerikanischen Anklagebehörde als Zeuge im Nürnberger Prozess gegen die Hauptkriegsverbrecher und in den Nürnberger Nachfolgeprozessen, vor allem im Wilhelmstraßen-Prozess, vernommen. Bereits bei einem dieser Verhöre berief er sich darauf, in der NS-Zeit einem Widerstandskreis angehört zu haben, ohne dass er dafür jedoch Beweise erbringen oder andere Mitglieder dieses Kreises benennen konnte.
Andererseits soll Globke Kontakte zu militärischen und zivilen Kreisen des Widerstandes unterhalten haben. Er sei Informant des Berliner Bischofs Konrad Graf von Preysing und Mitwisser der Staatsstreichvorbereitungen durch die Hitler-Gegner um Carl Friedrich Goerdeler und Ludwig Beck gewesen. Nach Zeugnissen von Jakob Kaiser und Otto Lenz war Globke für den Fall, dass der Sturz des nationalsozialistischen Regimes gelungen wäre, für einen gehobenen Ministerialposten in einer von Goerdeler gebildeten Reichsregierung vorgesehen. Es fand sich jedoch nie ein Beleg für Globkes spätere Behauptung, die Nationalsozialisten hätten ihn noch 1945 verhaften wollen, seien daran aber durch das Vorrücken der Alliierten gehindert worden.
Nach Einschätzung des Office of Strategic Services (OSS) und ihres Agenten Allen Welsh Dulles zählte Globke als vermeintlicher Widerständler zu den deutschen „Kronjuwelen“, aus denen nach Kriegsende eine spätere deutsche Regierung gebildet werden sollte.
Globke wirkte 1952 am Wiedergutmachungsabkommen sowie zu Beginn der 1960er Jahre an weiteren Wirtschaftshilfen für Israel mit. In diesem Zusammenhang verzichtete Israel auf die Einvernahme Globkes als Zeuge im späteren Eichmann-Prozess und Globkes Strafverfolgung überhaupt.
Bei Prozessbeginn war Globke Staatssekretär im Bonner Bundeskanzleramt und enger Vertrauter Konrad Adenauers. Mit dessen Rücktritt im Oktober 1963 schied auch Globke aus dem Amt.

## Der Prozess

### Die Funktion des Prozesses

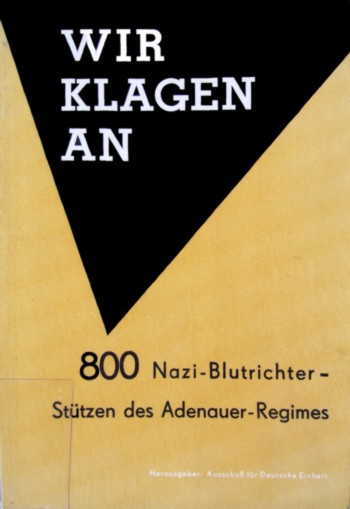
Propaganda-Broschüre des Ostberliner „Ausschusses für Deutsche Einheit“ (1959)

Es wurde in Abwesenheit Globkes verhandelt. Eine Strafvollstreckung, zumal auf dem Gebiet der DDR, war von vornherein unrealistisch. Das Verfahren hatte daher in erster Linie propagandistische und geschichtspolitische Funktionen. 
Seit 1957 betrieb die DDR die sogenannte Blutrichterkampagne gegen die Bundesrepublik Deutschland, zu deren Beginn Albert Norden die Namen von 118 ehemaligen NS-Juristen im bundesdeutschen Justizdienst veröffentlichte. Zu Beginn der 1960er Jahre folgten weitere „Enthüllungen“, Broschüren und Pamphlete, auch über den als graue Eminenz des Bundeskanzlers Adenauer bekannten Chef des Bundeskanzleramts Hans Globke. 1965 folgte dann das  Braunbuch über Kriegs- und Naziverbrecher in der Bundesrepublik. Staat, Wirtschaft, Armee, Verwaltung, Justiz, Wissenschaft.
In der öffentlichkeitswirksamen Kampagne gegen Globke ging es der DDR darum, die eigene Legitimität gegenüber der eigenen Bevölkerung und gegenüber dem Ausland zu vergrößern. Im August 1961 hatte der Schriftsteller Stephan Hermlin den Bau der Berliner Mauer damit gerechtfertigt, dass er die DDR als „Anti-Globke-Staat“ gefestigt habe. Der Sinn des Prozesses lag also in erster Linie darin, der Bundesrepublik ihre nationalsozialistische Vergangenheit vorzuhalten und den eigenen antifaschistischen Gründungsmythos zu betonen. In diesem Sinne war der Prozess von nachhaltiger Wirkung, denn noch nach der deutschen Wiedervereinigung wurde Globkes Name von ehemaligen Bürgern der DDR immer wieder genannt, um zu betonen, dass ihr Staat der Bundesrepublik zumindest moralisch überlegen gewesen sei.

#### Stellvertretende Strafrechtspflege
Das Urteil gegen Globke legt einleitend Hintergrund und Rechtfertigung des Verfahrens dar.
Der Weg eines neuen Deutschlands, von dem nie wieder eine Kriegsgefahr für andere europäische Völker ausgehe, erfordere eine ehrliche Bewältigung der Vergangenheit. Diese Aufgabe sei in der DDR im Unterschied zur Bundesrepublik gelöst, wo führende NS-Ideologen wie Theodor Oberländer und Offiziere wie Friedrich Foertsch als schwer belastete faschistische Verbrecher hohe politische Positionen erhalten hätten. Zu dieser Gruppe gehöre auch Globke, der trotz aller Veröffentlichungen über seine in der NS-Zeit begangenen Verbrechen in der Schlüsselstellung eines Staatssekretärs im Bundeskanzleramt sitze. Ein gerichtliches Strafverfahren sei in Westdeutschland nie eingeleitet worden. Deshalb seien die Organe der DDR nunmehr verpflichtet, auch dieses Verfahren stellvertretend für das ganze deutsche Volk durchzuführen. Der ehemalige Bundesvertriebenenminister Theodor Oberländer war bereits am 29. April 1960 in Abwesenheit zu lebenslangem Zuchthaus verurteilt worden.
Auf deutschem Boden hätten sich nach dem Zweiten Weltkrieg in den zwei deutschen Staaten mit entgegengesetzter Gesellschafts- und Wirtschaftsordnung die beiden Linien der deutschen Entwicklung verkörpert: in der Bundesrepublik das alte Deutschland, dessen völkerrechtliche Existenz die DDR nicht bestreite, in dem aber die Ziele der Anti-Hitler-Koalition von 1945 nicht verwirklicht worden seien und das deshalb erneut den Frieden gefährde; in der DDR der rechtmäßige deutsche Staat, der die Lehren aus der deutschen Geschichte gezogen, seine völkerrechtlichen Verpflichtungen aus dem Potsdamer Abkommen erfüllt und der auf den Trümmern der Vergangenheit eine neue Gesellschaftsordnung errichtet habe. Dieser Staat habe die historische und politische Legitimation, den Angeklagten Globke, einen der aktivsten Helfer der Hitler-Regierung, vor Gericht zu stellen.
Seine Zuständigkeit leitete das Gericht – wie auch das Jerusalemer Bezirksgericht im Eichmann-Prozess – aus dem Weltrechtsprinzip ab, das eine weltweite Zuständigkeit aller Gerichte für nach dem Völkerstrafrecht strafbare Handlungen vorsieht. Außerdem habe Globke die angeklagten Taten als deutscher Staatsangehöriger überwiegend an seinem damaligen Dienstort Berlin, also auf damals wie gegenwärtig deutschem Staatsgebiet begangen und unterliege damit der Strafgewalt der DDR, einem der zwei Nachfolgestaaten des Dritten Reichs.

#### Bezug zum Eichmann-Prozess
Während der Eichmann-Prozess in Jerusalem, aus dem der Name Globkes bewusst ausgeklammert worden war, einerseits dazu diente, der Weltöffentlichkeit im Interesse der Opfer und der Überlebenden die nationalsozialistische Endlösung der Judenfrage in all ihren Phasen unwiderlegbar zu beweisen und andererseits die israelische Einwanderungsgesellschaft zu einen und zu befrieden, diente der Globke-Prozess in Ost-Berlin kurz nach dem Mauerbau, der NATO-Übung Fallex 62 und der Kubakrise vor allem der ideologischen Selbstbestätigung und Abgrenzung der DDR, die sich als antifaschistisch definierte und daher die menschenverachtende NS-Vergangenheit hinter sich gelassen zu haben meinte. Insofern hatte die DDR für sich den im Westen umstrittenen „Schlussstrich“ unter die NS-Zeit gezogen. Zugleich diente der Prozess auch dazu, die westdeutschen Eliten in eine ungebrochene ideologisch-personelle Kontinuität zu ihren faschistischen Vorgängern zu stellen; in der DDR-Propaganda hieß Globke der „Eichmann in Bonn“.
Der Eichmann-Prozess konzentrierte sich auf Adolf Eichmanns Beteiligung am Holocaust und das tatsächliche Schicksal der Verfolgten. Das Globke-Verfahren beschäftigt sich dagegen umfassend mit den gesetzlichen Grundlagen der NS-Rassenpolitik und Globkes Anteil als Schreibtischtäter an deren Zustandekommen und Durchführung. Im Verfahren wurden insbesondere jene Weisungen und Anordnungen thematisiert, auf die sich Eichmann zu seiner Rechtfertigung als Randfigur und bloßer „Befehlsempfänger“ berufen hatte.
Der Prozess wurde hingegen auch in der DDR nicht von einer tatsächlichen Vergangenheitsbewältigung begleitet. Inwieweit auch die DDR sich in ihrer Aufbauphase der ehemaligen NS-Eliten bedient und diese institutionell eingebunden hat, namentlich in die Nationale Volksarmee, ist wissenschaftlich noch nicht aufgearbeitet.

### Anklage
Rechtsgrundlage für den Prozess waren die international anerkannten Nürnberger Prinzipien, Art. 6 des Londoner Statuts für das Internationale Militärtribunal vom 8. August 1945 in Verbindung mit Artikel 5 Abs. 1 der Verfassung der Deutschen Demokratischen Republik von 1949 und §§ 211, 47 des in der DDR zu jener Zeit noch fortgeltenden Reichsstrafgesetzbuchs (Verbrechen des Mordes).
Die Anklage bezog sich auf Globkes Teilnahme
- an der Beseitigung des Parlamentarismus in Preußen
- an der Kennzeichnung, Verfolgung und Ausrottung der jüdischen Bevölkerung im Deutschen Reich und den im Zweiten Weltkrieg von der Wehrmacht besetzten Gebieten
- an der Germanisierung der okkupierten Länder (Tschechoslowakei, Litauen, Polen, Sowjetunion, Rumänien, Frankreich, Belgien, Luxemburg und Italien).

Unter den Nebenklägern war auch Charles Palant aus Frankreich, Mitglied der Ligue Internationale Contre le Racisme et l’Antisémitisme (LICRA).

### Verteidigung
Globke wurde von Rechtsanwalt Friedrich Wolff  verteidigt.

### Beweisaufnahme

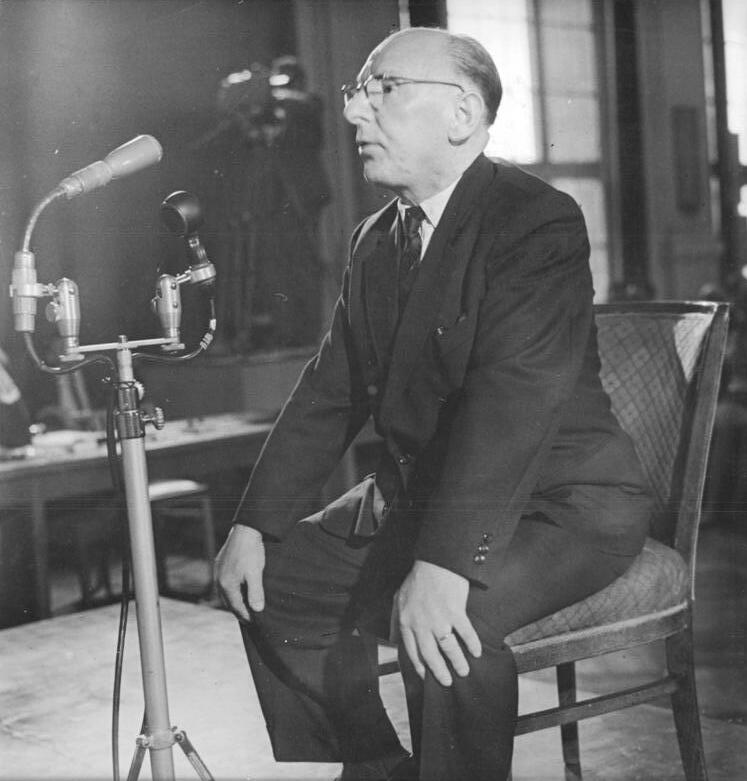
Zeugenaussage von Bernhard Kohn am 9. Juli 1963.

Dem Obersten Gericht standen neben zahlreichen Dokumenten wie dem Jäger-Bericht, Tonbandaufnahmen und Filmen insgesamt 59 Zeugen aus sieben Ländern und zahlreiche Sachverständige aus der UdSSR, der Volksrepublik Polen, der Tschechoslowakei und der DDR wie Charles Lederman oder Ernst Engelberg zur Verfügung.
Zu den herangezogenen Dokumenten zählten Originalakten aus dem Reichsministerium des Innern, Akten des Volksgerichtshofs und der Sondergerichte, Akten verschiedener deutscher Dienststellen in den besetzten Gebieten sowie Akten über von Globke geführte Verhandlungen zum Abschluss von Staatsverträgen, ferner amtliche Protokolle und das Urteil aus dem Nürnberger Prozess gegen die Hauptkriegsverbrecher und dem Wilhelmstraßenprozess, in denen Globke als Zeuge ausgesagt hatte, schließlich Globkes Veröffentlichungen aus der Zeit des Nationalsozialismus und Materialien aus dem Eichmann-Prozess in Jerusalem.
Überlebende Zeugen aus der UdSSR, Polen, Frankreich, Holland, Israel, der CSSR und der DDR sagten aus über die Auswirkungen der Rassegesetzgebung und die im Zuge der Germanisierung erlassenen Bestimmungen, die zu ihrer Inhaftierung, Heranziehung zur Zwangsarbeit, beispielsweise im Lager Drohobytsch, der Ghettoisierung in Minsk, Warschau, Lodz, Bialystok und Grodno und schließlich ihrer Deportation in die Konzentrations- und Vernichtungslager von Buchenwald, Sachsenhausen, Auschwitz, Majdanek und Treblinka geführt hatten. Diese Aussagen fand das Gericht bestätigt durch Feststellungen in früheren Kriegsverbrecherprozessen im In- und Ausland sowie die eingeholten Sachverständigengutachten.

### Urteil
Globke wurde als „kaltherziger, verbissener Antisemit“ wegen in Mittäterschaft begangenen fortgesetzten Kriegsverbrechens und Verbrechens gegen die Menschlichkeit in teilweiser Tateinheit mit Mord zu lebenslangem Zuchthaus verurteilt. Die bürgerlichen Ehrenrechte wurden ihm auf Lebenszeit aberkannt.
Da die Sache in erster Instanz bereits vor dem höchsten Gericht der DDR verhandelt worden war, konnte kein Rechtsmittel eingelegt werden. Das Urteil wurde deshalb ohne weiteres rechtskräftig. Globke lebte außerhalb des Zugriffsbereichs der Staatsorgane der DDR und trat die Strafe nicht an.

## Bewertung

### Zeitgenössische Bewertungen
Die Schlagzeile zum Prozessauftakt im Neuen Deutschland, dem Zentralorgan der SED, am 9. Juli 1963 lautete: „Im deutschen Staat des Friedens und des Rechts: Weltgericht über Globke“.
In der Bundesrepublik wurde der Globke-Prozess als propagandistische Offensive der DDR-Führung bewertet. Der Prozess gehörte zu einer Reihe von Aktionen, mit denen die DDR die NS-Vergangenheit westdeutscher Funktionsträger demonstrieren wollte. Ähnlich wie das zwei Jahre später erschienene Braunbuch Kriegs- und Naziverbrecher in der Bundesrepublik. Staat, Wirtschaft, Armee, Verwaltung, Justiz, Wissenschaft, das in der Bundesrepublik als kommunistische Propaganda abgetan wurde, galt auch der Prozess als eine bloße Propagandainszenierung, wodurch eine nähere Beschäftigung mit den Anschuldigungen gegenüber Globke unnötig erschien. 

### Rückblickende Bewertungen
Das Anne-Frank-Haus bezeichnete den Prozess als „Schauprozess“, mit dem die DDR-Führung die Bundesregierung in Verlegenheit bringen und sich selbst als antifaschistisch darstellen wollte.
Annette Weinke sah im Globke-Prozess auch eine Reaktion auf die Verhaftung und Verurteilung der Doppelagenten Heinz Felfe, Johannes Clemens und Erwin Tiebel in Westdeutschland. Sie waren sämtlich für den Sicherheitsdienst des Reichsführers SS und später sowohl für den Bundesnachrichtendienst als auch für das KGB tätig gewesen. Dieser Prozess, der teilweise unter Ausschluss der Öffentlichkeit geführt wurde, erwies sich Weinke zufolge als „ebenso blamable wie imageschädigende Angelegenheit“ für beide deutschen Staaten: Es sei „schlechterdings nicht mehr zu übersehen gewesen“, dass „die Indienstnahme von NS- und Kriegsverbrechern für geheimdienstliche Zwecke ein gesamtdeutsches Phänomen darstellte“. Die öffentliche Inszenierung des Globke-Prozesses habe für die DDR auch dem Zweck gedient, öffentlichkeitswirksam zu demonstrieren, dass die Straflosigkeit der Schreibtischtäter allein ein Problem der Bundesrepublik Deutschland sei.
Der Jurist und Historiker Klaus Bästlein stellte in einer 2018 veröffentlichen Publikation die These auf, zwar seien die Ermittlungen gegen Globke durch die „in solchen Verfahren üblichen rechtsstaatswidrigen Absprachen“ geprägt gewesen, das Urteil selbst sei aber, anders als die propagandistische Nutzung des Verfahrens im DDR-Sinne und auch anders als das Urteil gegen Oberländer, nicht zu beanstanden: „Das Urteil stützte sich auf internationales Recht, war juristisch einwandfrei und übertraf den deutschen Forschungsstand zum Judenmord 1963 erheblich.“

## Künstlerische Adaptation
1972 adaptierte die DEFA den Globke-Prozess für den Deutschen Fernsehfunk in der vierteiligen Spielfilmserie Die Bilder des Zeugen Schattmann nach dem autobiografischen Roman eines Zeugen, Peter Edel.